# 涟纹栉齿刺尾鱼
漣紋櫛齒刺尾鱼（學名：Ctenochaetus striatus）為輻鰭魚綱鱸形目刺尾魚亞目刺尾魚科櫛齒刺尾魚属的魚類，於1825年首次被法國博物學家讓·勒內·康斯特·蓋伊和約瑟夫·保羅·蓋馬爾正式描述為Acanthurus striatus，其模式產地為馬里亞納群島的關島，其种加词“striatus”意为“有条纹的”。分布範圍西起印度洋馬達加斯加，東抵夏威夷及波利尼西亞，南到澳大利亞，北至日本南部，包括台灣、西沙群島、南沙群島等。该物种的模式产地在关岛。
棲息深度3－30公尺。本魚身體深黃褐色，在頭部上具橘色的斑點 The blue lines continue on the dorsal and anal fins.，胸鰭淡黃色，尾部的與腹的鰭褐色，尾鰭的前部灰白，尾梗兩邊具有銳利，朝向前面的進入一個水平的凹槽之內摺疊下來的直立的硬棘，鱗片細小；稚魚有8－12條灰白的柄傾向向下的與向後在身體上，齒可動的且細長，頂端內曲了而且擴大，背鰭硬棘8枚；背鰭軟條27－31枚；臀鰭硬棘3枚；臀鰭軟條24－28枚，體長可達26公分。
棲息在珊瑚礁區，會與其他種類共同活動，以藻類為食，有雪卡魚中毒的報告，可做為食用魚及觀賞魚。